# ناصر علی سرهندی
ناصر علی سرهندی (زادهٔ ۱۰۴۸ هجری قمری – درگذشتهٔ حدود ۱۱۰۸ هجری قمری) شاعر فارسی‌زبان سبک هندی در دورهٔ گورکانیان هند بود. او از شاعران برجستهٔ قرن یازدهم هجری به‌شمار می‌آید و به دلیل خیال‌پردازی‌های لطیف، مضمون‌های تازه و زبان ساده، لقب «صائب ثانی» را گرفته‌است.

## زندگی
ناصر علی در سال ۱۰۴۸ هجری قمری در شهر سرهند واقع در پنجاب هند زاده شد. پدرش رجب علی، با تخلص «حالی»، نیز شاعر بود. ناصر علی در جوانی به دربار سیف‌خان بدخشی راه یافت و سپس در دربار اورنگ‌زیب عالمگیر حضور داشت. او بیشتر عمر خود را در هند گذراند و در شهرهای مختلف از جمله دهلی و لاهور به سر برد.
تاریخ دقیق وفات او مشخص نیست، اما بیشتر منابع سال ۱۱۰۸ هجری قمری / حدود ۱۶۹۶ میلادی را ذکر کرده‌اند. برخی نیز سال ۱۱۰۱ هجری قمری را محتمل دانسته‌اند.

## سبک شعری
ناصر علی از شاعران برجستهٔ سبک هندی است. شعر او سرشار از تصویرسازی‌های خیال‌انگیز، مضمون‌های عرفانی و عاشقانه، و زبان روان و محاوره‌ای است. او در غزل‌سرایی مهارت ویژه‌ای داشت و از تکرار تأکیدی و ترکیب‌های تازه بهره می‌برد. شعرهایش گاه با طنز لطیف و گاه با اندوهی عارفانه همراه‌اند.

## آثار
از ناصر علی سرهندی دیوانی به زبان فارسی برجای مانده‌است که شامل غزل‌ها، قطعات، رباعیات و قصاید است. نسخه‌هایی از دیوان او در کتابخانه‌های هند و ایران موجود است. نسخه‌ای از دیوان او با تصحیح حمید کرمی در ایران منتشر شده‌است.

## نمونه شعر
یکی از غزل‌های مستند و معروف او:
در دل شب، آتش سودا به سرم بود، هنوز  

شعله‌زن، آتش دل در شررم بود، هنوز  

گفتم از عشق تو دل برکشم، نتوانم  

تا نفس بود، تمنای ترم بود، هنوز  

هر که از کوی تو بگذشت، به جان سوخت مرا  

ناله‌ام در دل آن رهگذرَم بود، هنوز  

با غمت ساخت دلم، لیک ز جانم نرود  

آنچه در پردهٔ دل، محشرم بود، هنوز